# De blauwe tafel, Gerberoy
De blauwe tafel, Gerberoy (Frans: La table bleue) is een olieverfschilderij van de Franse impressionistische kunstschilder Henri Le Sidaner, geschilderd in 1885. Het toont een gedekte tafel op de binnenplaats van de woning van de kunstenaar. Het doek bevindt zich in de collectie van het Singer Museum te Laren.

## Context
Le Sidaner had zijn hele carrière een sterke voorliefde voor verstilde plekjes, die de melancholieke sfeer van het verleden ademden. In 1904 kocht hij in Gerberoy, een gehucht in het departement Oise, een vervallen, witgepleisterd klooster dat hij verbouwde tot zijn woning en atelier. Tevens legde hij er een prachtige, sfeervolle tuin aan, vergelijkbaar met die van Claude Monet in Giverny, bewust ontworpen als inspiratiebron voor zijn schilderwerk, met veel aandacht voor de natuurlijke lichtinval. De binnenplaats bij de woning en tuin werd door hem in daarop volgende jaren bij voortdurende herhaling geschilderd.

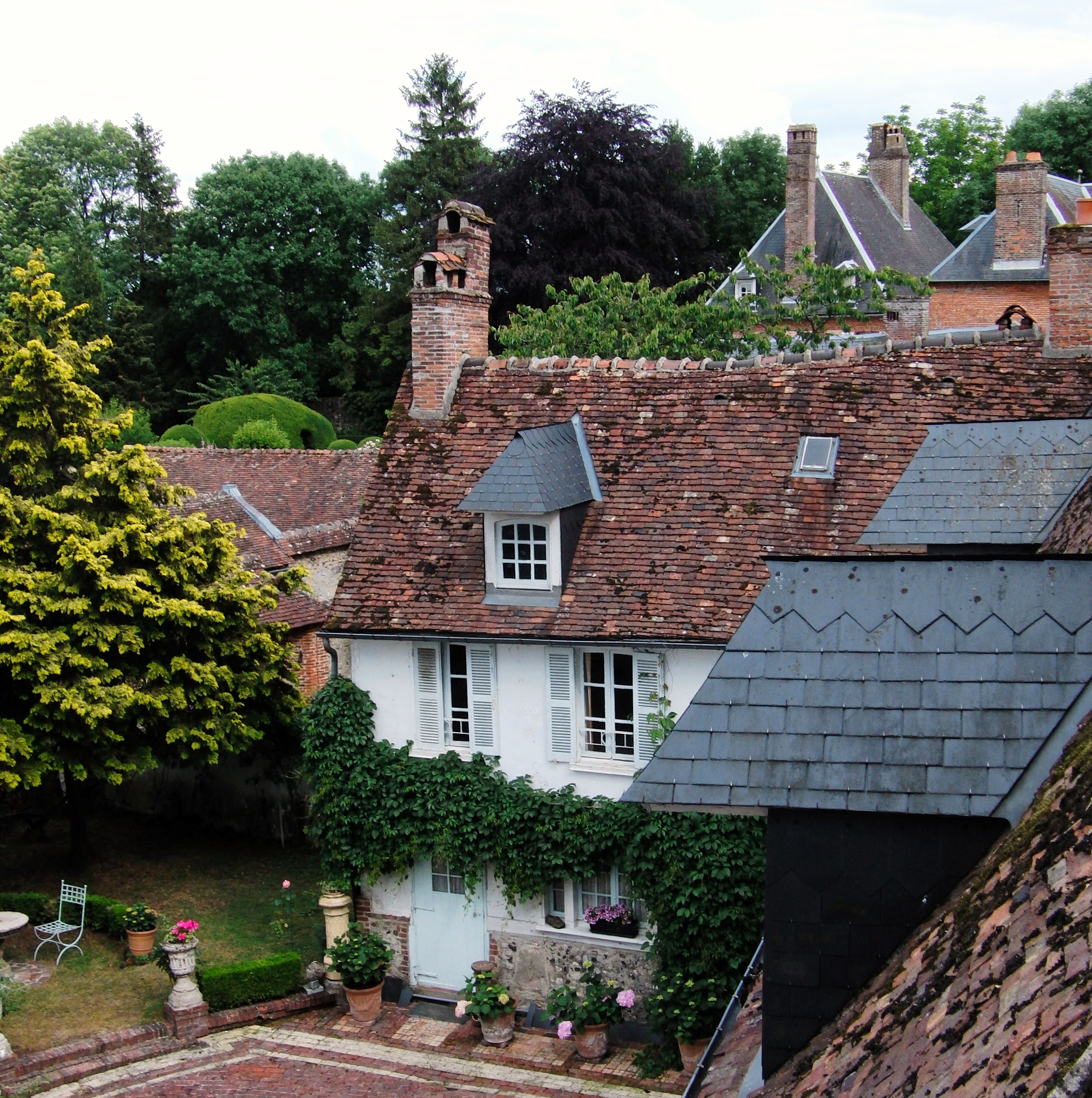
Huis en tuinen van Henri de Sidaner.

Het hier besproken werk dateert uit 1923. In 1936 werd het door William Singer aangekocht voor zijn schilderijencollectie. De in Nederland woonachtige Singer en zijn vrouw Anna reisden in de jaren dertig veelvuldig naar Frankrijk. Ze ontmoetten er Le Sidaner, raakten erg onder de indruk van diens werk en werden nauw met hem bevriend. In maart 1939 verbleef Le Sidaner met zijn vrouw Camille zelfs voor een korte vakantie bij de Singers in hun villa Nederheem te Blaricum. Enkele maanden later kwam hij te overlijden.

## Afbeelding
De blauwe tafel toont een hoekje bij de binnenplaats van Le Sidaners woning in Gerberoy, geschilderd als een soort van stilleven. Vrijwel niets lijkt te bewegen. Als in bijna al het latere werk van Le Sidaner zijn er geen mensen te zien, maar hun aanwezigheid wordt wel sterk gesuggereerd door het op een bord gelegde fruit op de tafel, het half leeggedronken wijnglas en de achteloos over de rechterstoel gehangen sjaal. Op die manier creëert de schilder bewust een onbestemd en ondoorgrondelijk gevoel, bijna alsof er buiten beeld iets gaande is dat niet kan worden waargenomen. Het gevoel van melancholie wordt versterkt door de invallende avondschemering, die Le Sidaner met zijn pointillistische techniek op treffende wijze weet te raken: tere vlekjes groen, roze, grijs en mauve wisselt hij af met incidentele toetsen van bleek goud. De afgewogen kleurkeuze geeft een pastelachtige uitstraling die perfect past bij de dromerige uitstraling die door de schilder doelbewust werd nagestreefd.
Le Sidaner was samen met Henry Moret een van de weinige schilders van de grote generatie Franse impressionisten die deze schilderstijl ook nog trouw bleven in de periode tussen beide wereldoorlogen, toen allerlei modernistische stromingen de boventoon voerden.

## Vergelijkbare werken, Gerberoy
Le Sidaners oeuvre kenmerkt zich door series: thema's werden door hem vaak talloze keren herhaald, steeds in andere varianten, vaak nadrukkelijk gekoppeld aan een specifiek moment van de dag. Ook het onderwerp van de gedekte tafel op de binnenplaats van zijn huis in Gerberoy legde hij talloze malen vast op doek of ook wel in pastel, over een periode van meer dan twintig jaar.

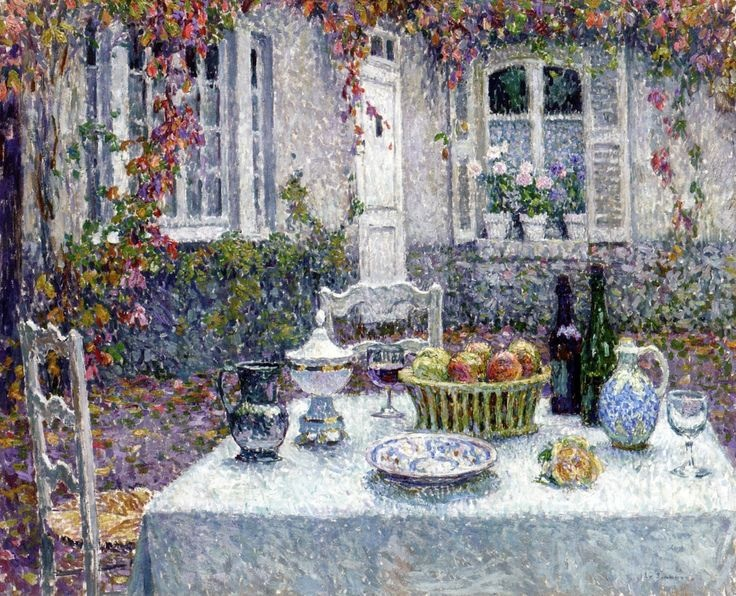
De kleine tafel
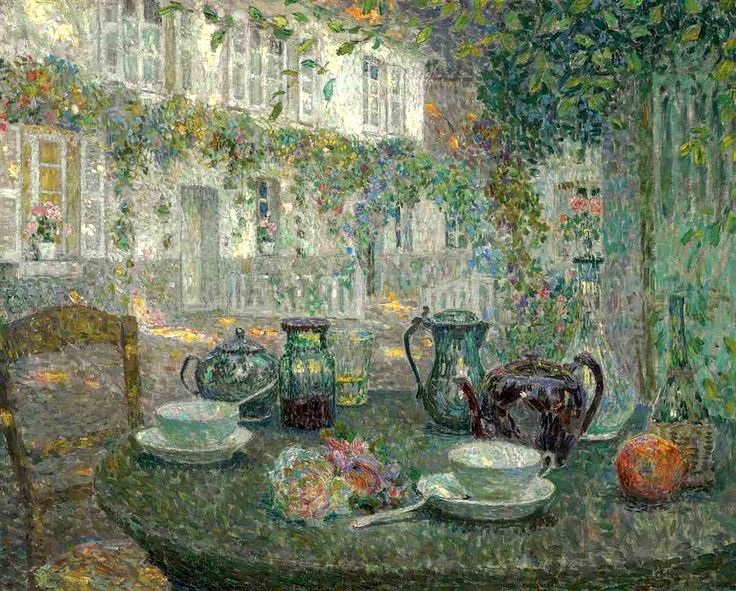
De stenen tafel
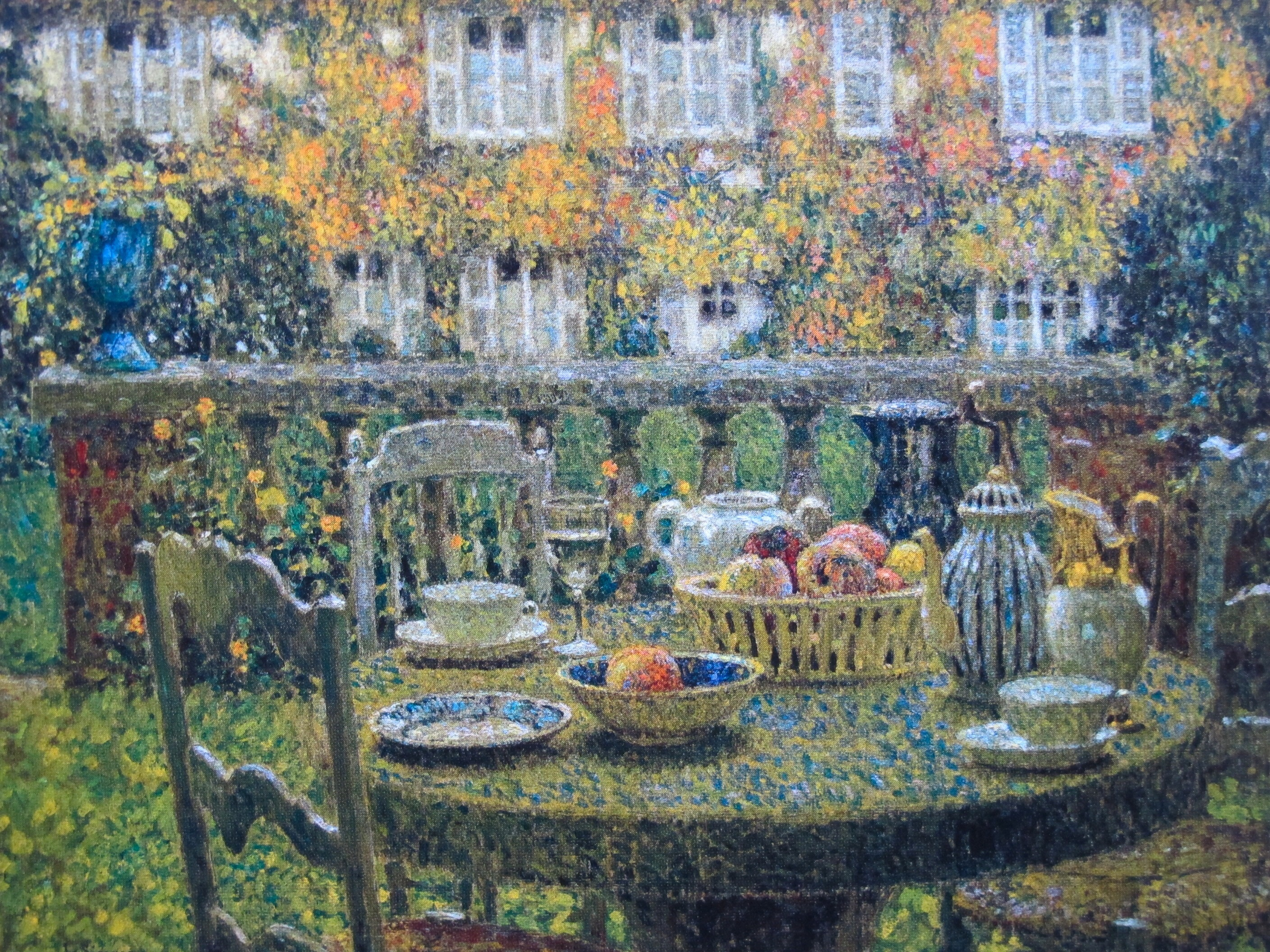
De tafel in de herfst
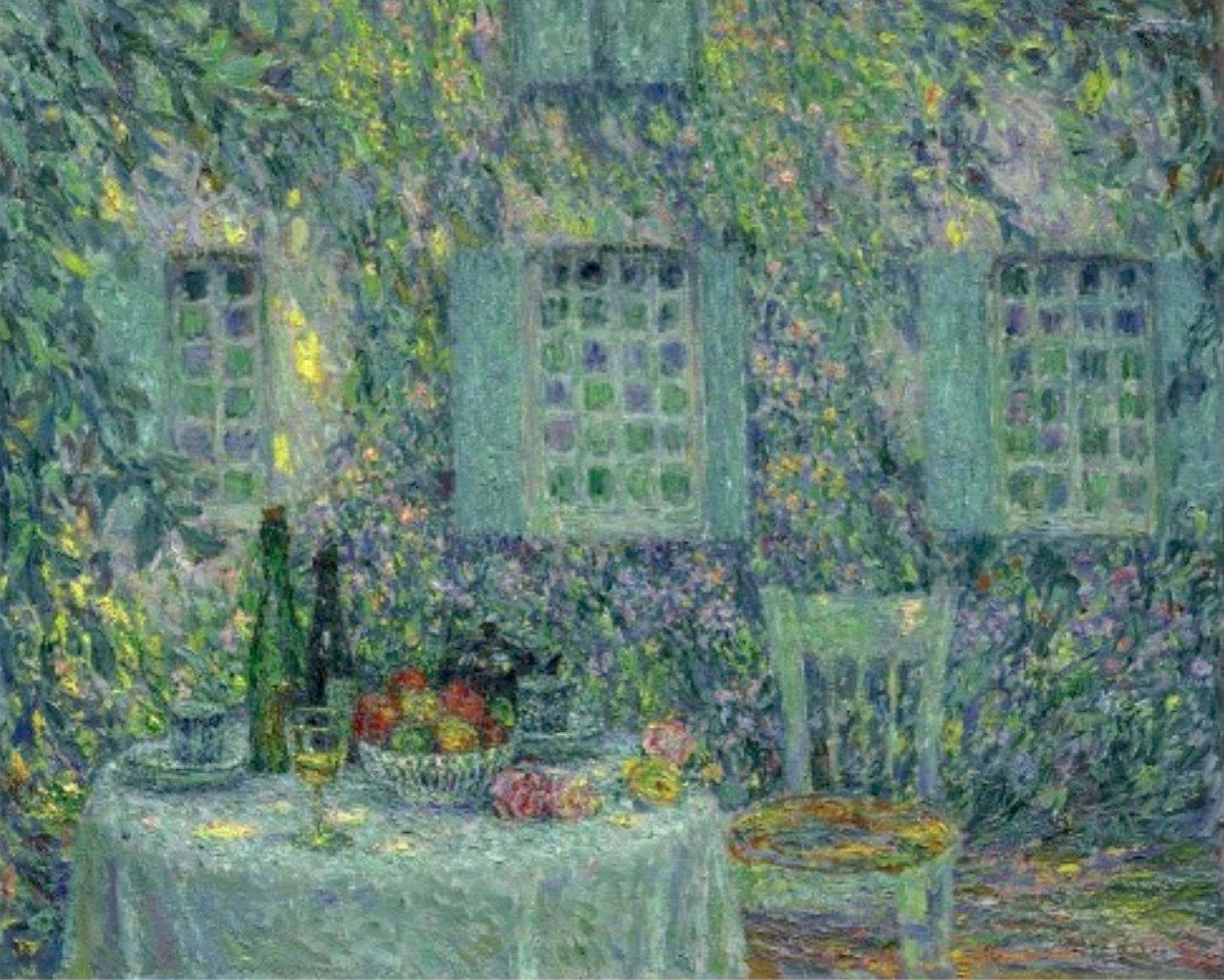
De tafel, zon tussen de bladeren
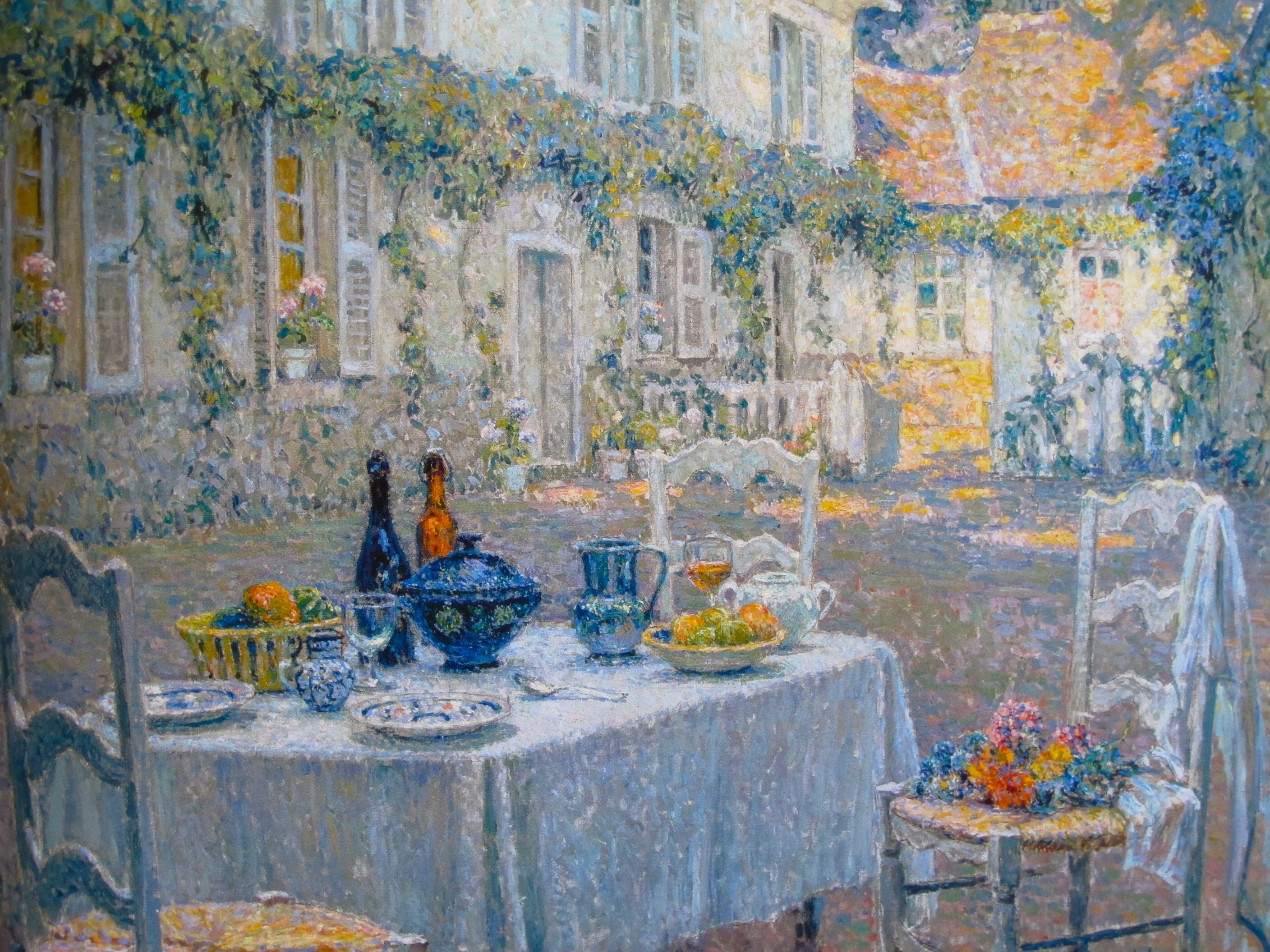
De ontbijttafel
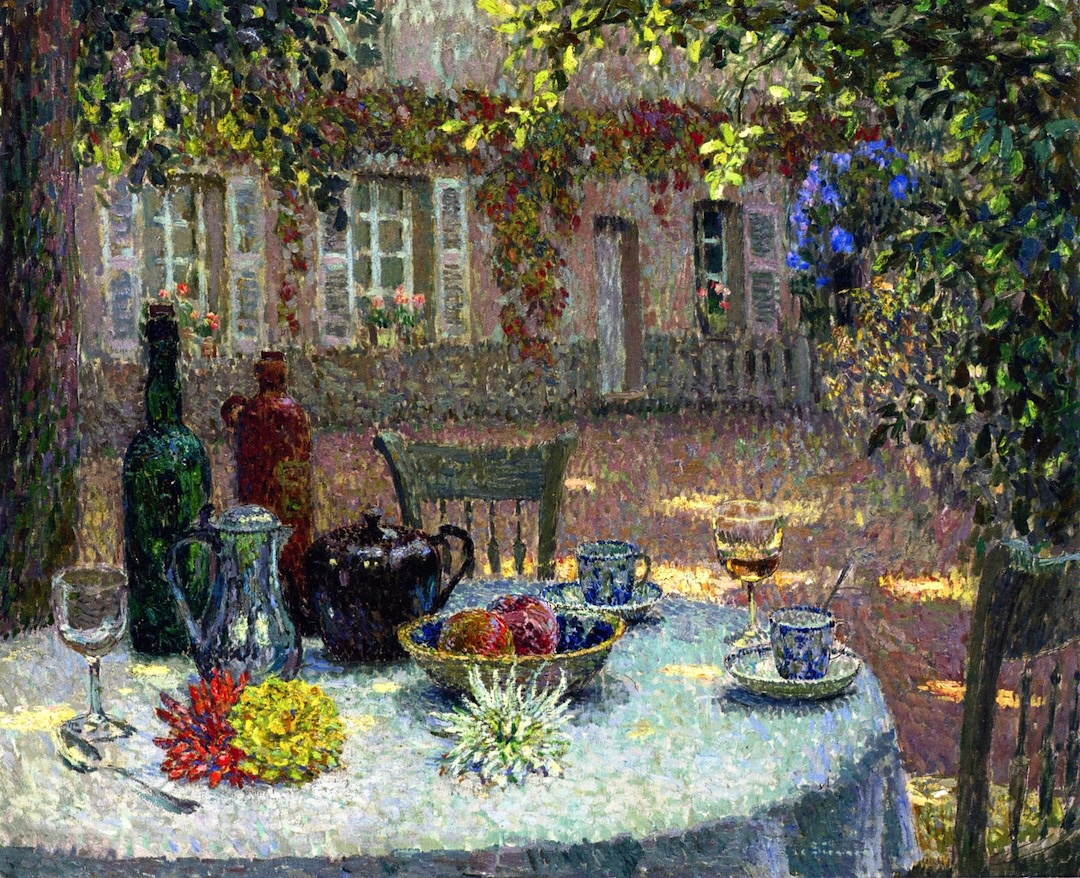
De tafel met Dahlia's
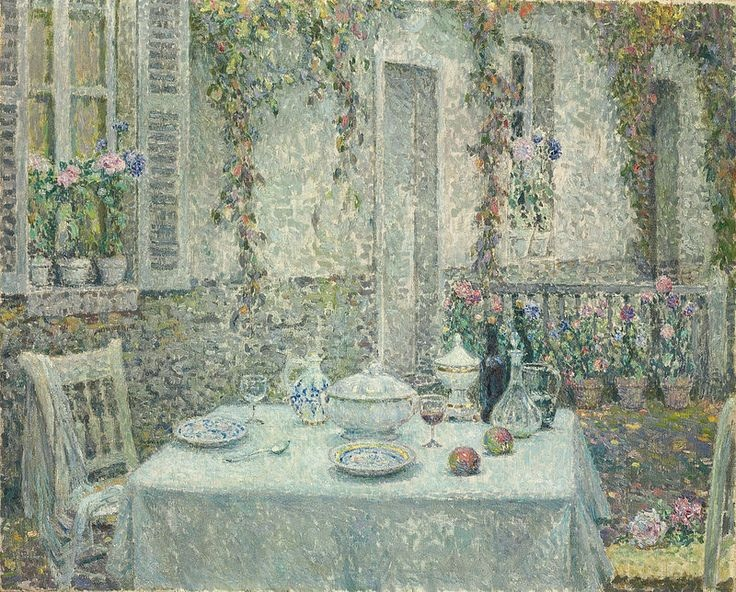
De witte tafel
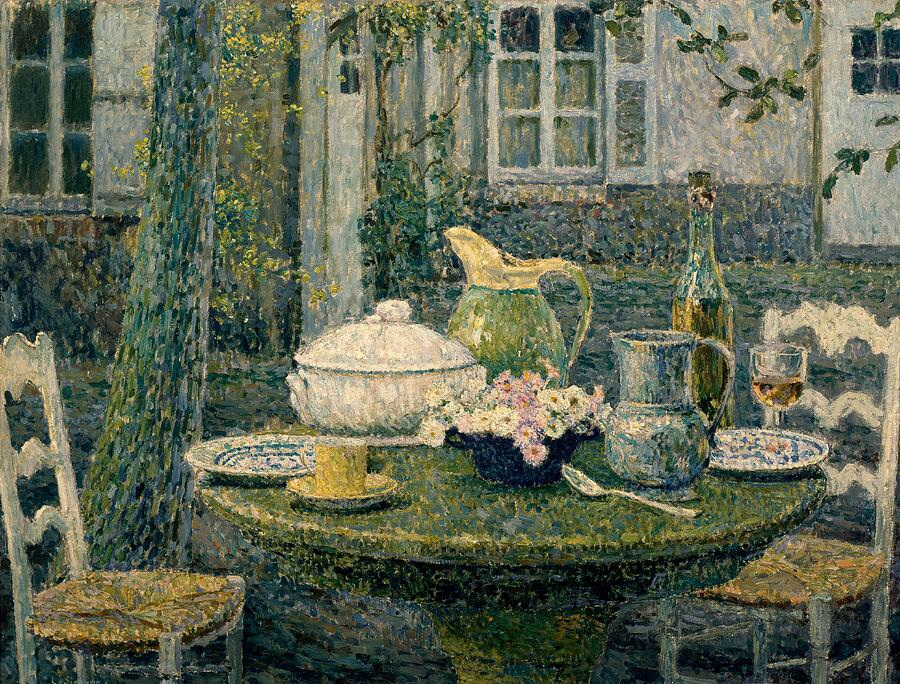
Gedekte tafel in de lente
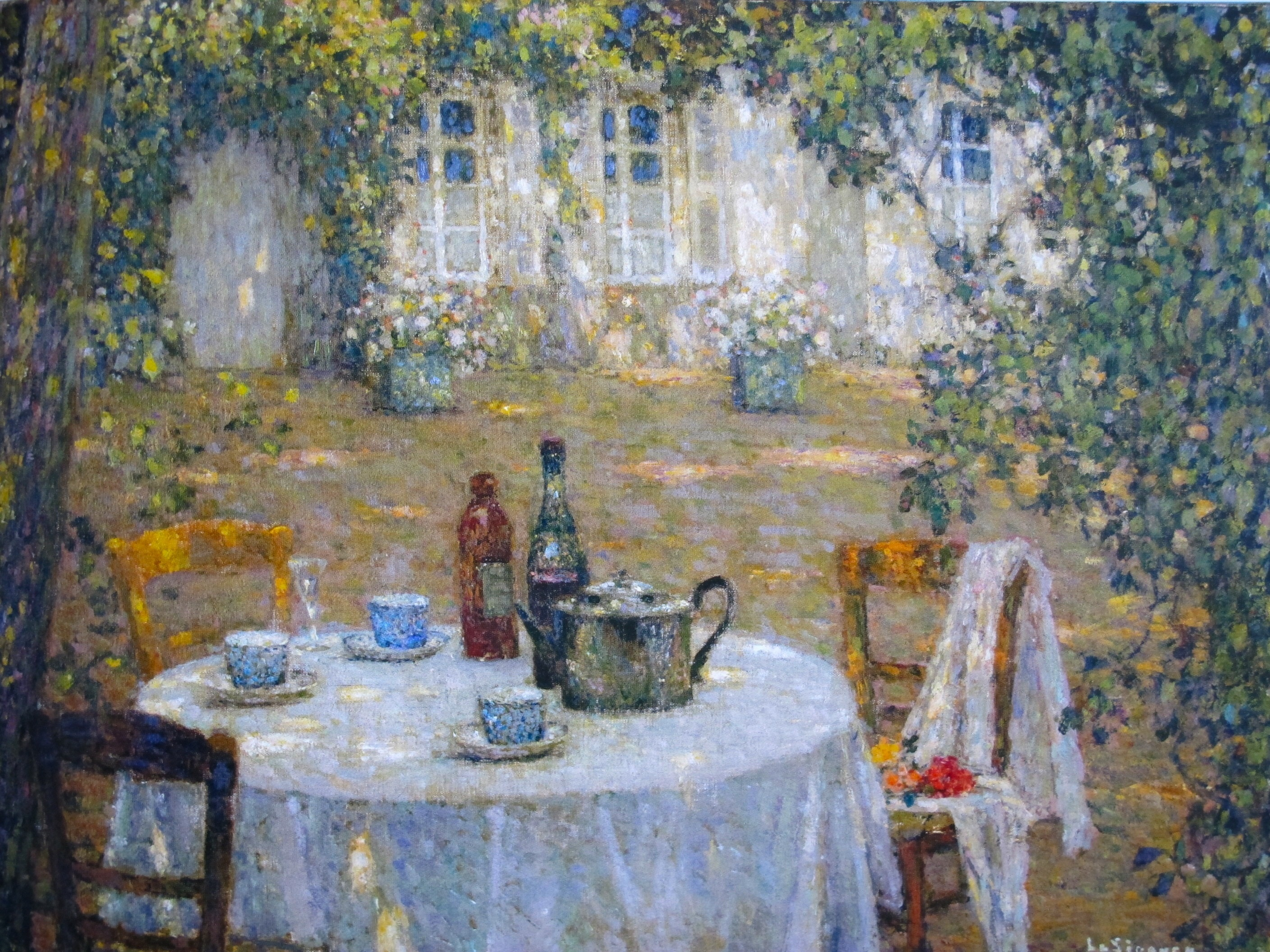
De tafel in de zon
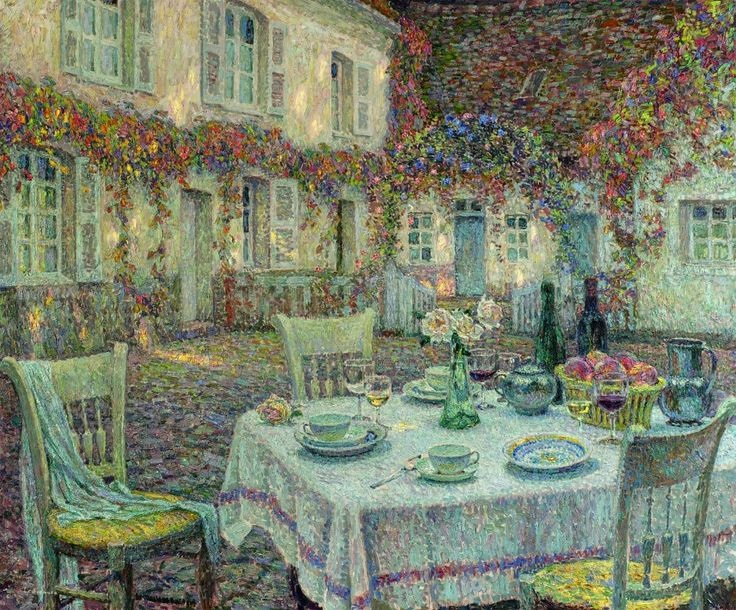
Het ontbijt
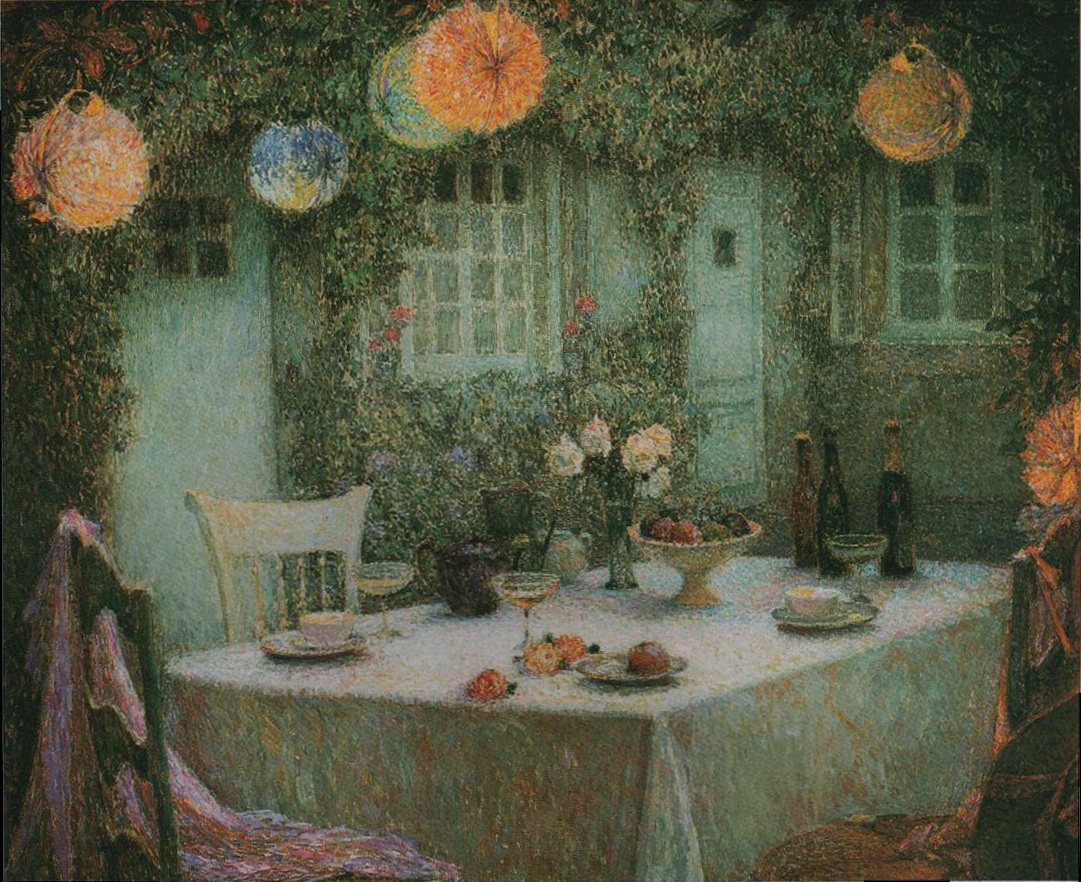
De tafel met lampions
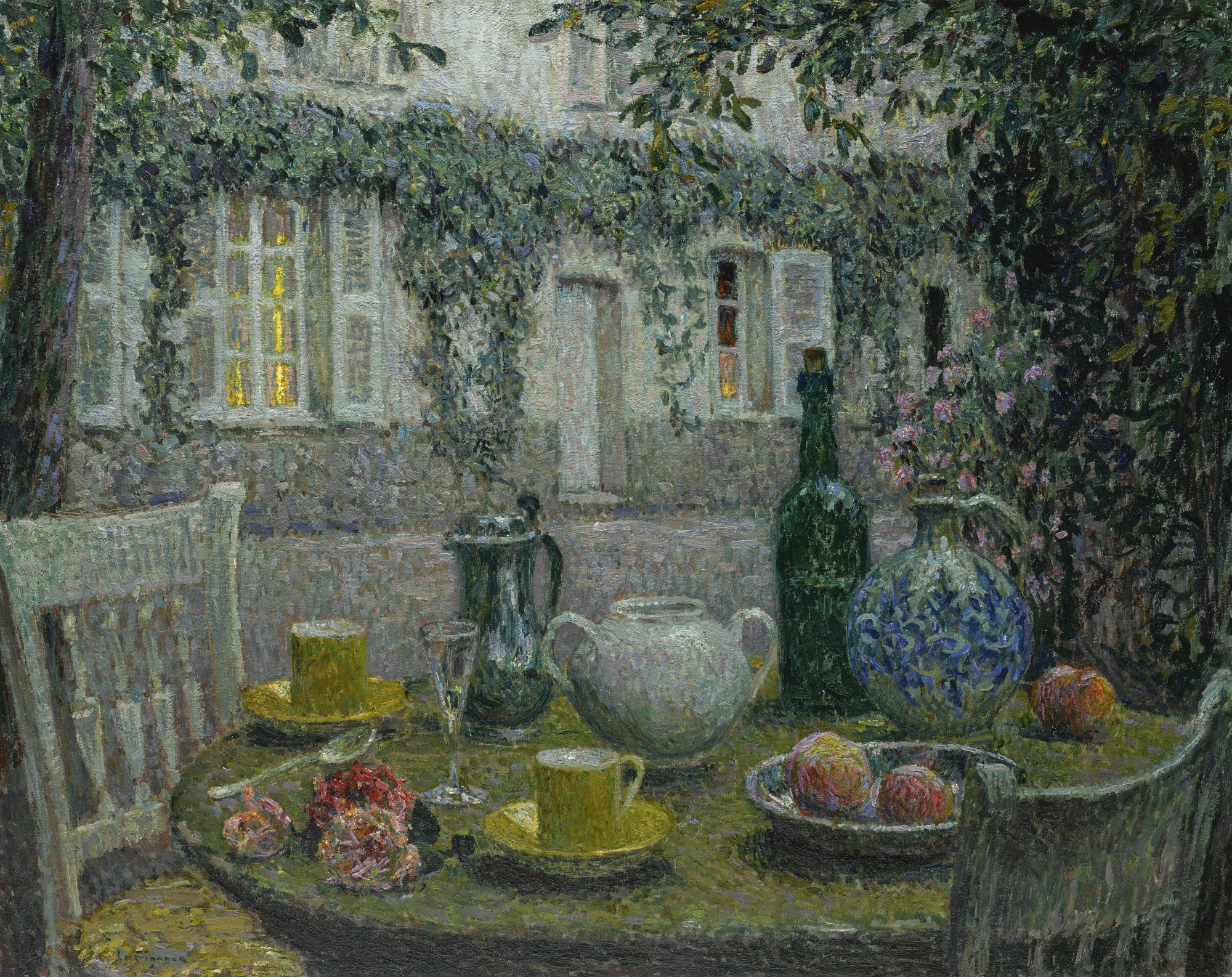
De stenen tafel in de schemering